# Bathos
Le terme littéraire bathos (du grec ancien βάθος, « profondeur ») désigne de nos jours une figure de style qui appartient à la catégorie des gradations. Contrairement à la gradation usuelle, le bathos ne poursuit pas le mouvement de gradation entre les termes jusqu'à la fin. Au contraire, la progression ascendante s'interrompt pour s'inverser brusquement. Elle dégresse et crée ainsi un effet souvent comique, burlesque ou ironique.
Selon le linguiste belge Bernard Dupriez, auteur d'un Gradus, le bathos désigne une « gradation ascendante, brusquement rompue » : la gradation se double ainsi d’une déception, au sens que Dupriez définit également, elle devient déceptive.
Voici un exemple classique de gradation rompue et déceptive, qui produit un effet comique :
« Au voleur ! au voleur ! à l'assassin ! au meurtrier ! Justice, juste Ciel ! je suis perdu, je suis assassiné, on m'a coupé la gorge, on m'a dérobé mon argent. » (Molière, L’Avare, acte IV, scène VII)

## Origine
Le Scriblerus Club, un groupe de poètes satiriques anglais, fondé par Jonathan Swift, Alexander Pope, John Gay, John Arbuthnot, Henry St. John et Thomas Parnell, invente un auteur fictif, nommé « Martinus Scriblerus » (Martinus Gribouilleur), pour se moquer des travers de style ou de la bassesse morale. Des membres de ce club écrivent en 1727 un anti-manuel de style, intitulé Martinus Scriblerus' Peri Bathos: or the Art of Sinking In Poetry (Peri Bathos ou l'art de ramper en poésie), un traité plein d'ironie qui raille l'aspiration au sublime et manie la combinaison du très haut avec le très bas. De là vient l'origine de cette figure de style qu'est le bathos.